# Phakisa Freeway
Der Phakisa Freeway ist eine Motorsport-Rennstrecke in der Provinz Freistaat in Südafrika. Die Anlage umfasst unter anderem das einzige in Afrika existierende Speedway-Oval.

## Geschichte
Die Strecke mit dem ungewöhnlichen Beinamen "Freeway" wurde im April 1999 nach siebenmonatiger Bauzeit eröffnet und liegt in der Nähe der Stadt Welkom. Sie wurde auf dem Gelände des
Goldfields Raceway. angelegt der zuvor von 1970 bis 1997 an gleicher Stelle bestand.

## Streckenbeschreibung
Die Strecke besteht aus einem Straßenkurs mit einer Länge von 4242 Metern und einer Breite von zwölf Metern sowie einem 1,5 Meilen (2,5 km) langen Tri-Oval. Dieses wurde nach dem Vorbild des Las Vegas Motor Speedway angelegt. Die Kurven haben eine Neigung von 12 Grad, die gebogene Frontgerade ist um 9 Grad überhöht und die Geraden sind um 3 Grad geneigt.
Das Areal besitzt eine Zuschauerkapazität von 60.000. Das Wort "Phakisa" bedeutet Beeil dich in Sotho.

## Veranstaltungen
In den Jahren 1999 bis 2004 war die Strecke Austragungsort des Großen Preises von Südafrika im Rahmen der Motorrad-Weltmeisterschaft. Eine für 2014 geplante Runde der Superbike- und Supersport-Weltmeisterschaft scheiterte an Problemen mit der Streckenabnahme.
Einziger Event auf dem Oval ist bis heute ein Einladungsrennen der American Speed Association die 2010 25 Stockcars nach Südafrika brachte. Das "Freestate 500" wurde von dem britischen Piloten John Mickel gewonnen.

## Sieger der Motorrad-WM-Rennen
| Jahr | 125 cm³                      | 250 cm³                   | 500 cm³                  |
| ---- | ---------------------------- | ------------------------- | ------------------------ |
| 1999 | Gianluigi Scalvini (Aprilia) | Valentino Rossi (Aprilia) | Max Biaggi (Yamaha)      |
| 2000 | Arnaud Vincent (Aprilia)     | Shin’ya Nakano (Yamaha)   | Garry McCoy (Yamaha)     |
| 2001 | Yōichi Ui (Derbi)            | Daijirō Katō (Honda)      | Valentino Rossi (Honda)  |
| 2002 | Manuel Poggiali (Gilera)     | Marco Melandri (Aprilia)  | Tōru Ukawa (Honda)       |
| Jahr | 125 cm³                      | 250 cm³                   | MotoGP                   |
| 2003 | Dani Pedrosa (Honda)         | Manuel Poggiali (Aprilia) | Sete Gibernau (Honda)    |
| 2004 | Andrea Dovizioso (Honda)     | Dani Pedrosa (Honda)      | Valentino Rossi (Yamaha) |